# Sébastien Flute
Sébastien Flute (Brest, 25 marzo 1972) è un arciere francese.

## Palmarès
- Giochi olimpici

Barcellona 1992: oro nella gara individuale.
- Mondiali

Adalia 1993: oro nella gara a squadre.
- Europei

La Valletta 1992: oro nella gara individuale.